# 張贊桃
張贊桃（1957年—2010年3月25日），臺灣雲門舞集技術總監暨駐團燈光設計，以舞台燈光設計聞名全球。

## 生涯
張贊桃出生於1957年，中國文化大學戲劇學系影劇組畢業。1976年，張贊桃首度擔任雲門舞集技術人員，並於1982年加入雲門實驗劇場，擔任技術人員、技術經理。1986年，雲門暫停期間，張贊桃赴美至紐約市立大學布魯克林學院攻讀設計系，獲得碩士學位。畢業後，張贊桃留在當地打工、持續精進，接觸紐約專業劇場技術。1990年，張贊桃返臺，翌年擔任雲門舞集技術總監暨駐團燈光設計。
1999年，張贊桃罹患淋巴癌，治療後隨著雲門舞集前往國外演出。2009年，張贊桃淋巴癌三度復發，接受骨髓移殖。2010年3月25日，張贊桃在睡夢中辭世，享年五十三歲，追思會於舊八里排練場舉行。

## 作品
張贊桃的雲門燈光設計作品包括《竹夢》、《狂草》、《行草》、《水月》、《流浪者之歌》等，其它燈光設計作品有1990年第十一屆亞運藝術節明華園《濟公活佛》、當代傳奇劇場《慾望城國》燈光技術指導、蘭陵劇坊《明天我們空中再見》、NSO歌劇《托斯卡》、金枝演社《群蝶》和《祭特洛伊》等。
張贊桃的燈光設計獲得了全世界讚譽。《行草》得到了《芝加哥論壇報》「得益於林克華的舞台設計和張贊桃的燈光」的評論；《狂草》的燈光創意「大膽而看似簡單」，與佈景共同創造了剪影視覺。《竹夢》的佈光在表現時間感的方面「精準而美麗」，藝評家亦說《水月》的燈光與舞台共同創造了「光與暗的奇蹟」。《法蘭克福匯報》稱張贊桃的燈光為「罕見的美麗」，德國《南德日報》則評價「張贊桃是當今劇場界最優秀的燈光設計家」。